# Кохав нолад
«Коха́в нола́д» (ивр. כוכב נולד‎, Звезда родилась) — телешоу на 2-м израильском телеканале (Телекомпания «Кешет»), основанное на популярном британском шоу Pop Idol. Смысл передачи — соревнование на звание лучшего начинающего исполнителя в Израиле.
Первая программа вышла в 2003 году, тогда первое место заняла Нинетт Тайеб, а второе — Шири Маймон, которая представляла Израиль на конкурсe песни «Евровидение-2005» в Киеве и заняла 4-е место. Ведущий конкурса — известный шоумен Цвика Хадар. В жюри входят певица Маргалит Цанани, журналист по вопросам культуры Галь Уховски, режиссёр Цеди Царфати и известный певец и композитор Цвика Пик, который написал музыку песни «Дива», победившую на «Евровидении-1998». Победитель «Кохав нолад 5» (2007) Боаз Мауда представлял Израиль на «Евровидении-2008» в Белграде и занял там 9-е место.
В 2008 году победителем конкурса стал 19-летний Исраэль Бар-Он, исполнивший в финале песню, которую написал сам.

## Все сезоны
| Сезон | Год                         | Победитель      | Второе место     | Третье место   |
| ----- | --------------------------- | --------------- | ---------------- | -------------- |
| 1     | май-август 2003             | Нинетт Тайеб    | Шири Маймон      | Шай Габсо      |
| 2     | февраль-август 2004         | Арель Мойяль    | Арель Скаат      | Ади Коэн       |
| 3     | март-август 2005            | Йеуда Саадо     | Михаэль Киркилан | Шир Битон      |
| 4     | май-сентябрь 2006           | Джеко Айзенберг | Майя Ротман      | Рефаэль Мирила |
| 5     | 18 мая — 29 августа 2007    | Боаз Мауда      | Марина Блюмин    | Шломи Барель   |
| 6     | 25 мая — 26 августа 2008    | Исраэль Бар-Он  | Ли Биран         | Кармель Эклман |
| 7     | 24 мая — 30 августа 2009    | Рони Далуми     | Влади Блайберг   | Мей Финегольд  |
| 8     | 22 апреля — 4 сентября 2010 | Диана Гольби    | Идан Амеди       | Оад Шрагай     |
| 9     | 2 апреля — 23 июля 2011     | Агит Ясо        | Давид Лави       | Лирон Рамати   |
| 10    | 22 мая — 4 сентября 2012    | Ор Тараган      | Итан Гринберг    | Анита Гассин   |

## Судьи
Судьи появились после небольшого изменения формата шоу во втором сезоне. В состав жюри вошли Рики Гал, Цеди Царфати и Рони Браун. В третьем сезоне Цвика Пик заменил Ронни Брауна. В четвёртом сезоне появились два новых судьи — Галь Уховски и Маргалит Цанани. Дана Интернешнл попала в ряды в седьмом сезоне, а Пабло Розенберг — в восьмом. В 9-м сезоне в состав жюри вошли певица Мири Месика и музыкант Яир Ницани, они заменили Гала Очовского, Дану Интернешнл и Павла Розенберга. В 10-м сезоне Моше Перец и Джиди Гов заменили Маргалит Цанани и Яира Ницани.

## Песни
Начиная с 3-го сезона, в каждом сезоне программы была тематическая песня.
Темой третьего сезона была «Halomot Mitgashmim» («Мечты сбываются»), составленная Цвикой Пик. Её исполняли 3 финалиста второго сезона Харел Мойал, Харел Скаат и Ади Коэн.
В четвёртом сезоне песней была «Kol Kakh Harbe Shirim» («Так много песен»), сочиненная Йони Блохом и исполненная победителем 3-го сезона Иегудой Саадо.
Пятый сезон был ознаменован «Kashe li lo lehitragesh» («Мне трудно не подчеркнуть»), её исполняли победитель четвёртого сезона и занявший в нём второе место — Джако Айзенберг и Майя Роттман.
В шестом сезоне была песня «Mi haya ma’amin?» («Кто поверит?») за авторством Керен Пелес в исполнении Боаза Мауда и Марины Максимилиан Блумин.
Для седьмого сезона израильский музыкант и певец Dudu Tassa создал тему под названием «Ratsiti Lashir», которая переводится как «Я хотел петь». В финальной версии пели её трое финалистов шестого сезона — победитель, Israel Bar-On , занявший второе место Ли Биран и Кармел Экман, который занял третье место.
Песня для 8-го сезона («Achshav Tori», в переводе «Сейчас») написанная Мош Бен Ари, исполнялась победителем 7 сезона Рони Далуми.
Песня девятого сезона — «Haderech Shelcha» («Твой путь»), написанная Иданом Амеди, была исполнена победителями и призёрами восьмого сезона — Дианой Голби и Иданом Амеди.

## Сезоны
1 сезон (2003)
Первый сезон «Кохав нолад» проходил в период с мая по август 2003 года. Он был сделан совместно с более ранней израильской телевизионной программы «Мы не перестанем петь», которая шла с 2002 года. После этого первого совместного сезона Кохав Нолад был запущен отдельно в качестве независимого шоу в 2004 году. Его финал состоялся 28 августа 2003 года на пляже Ницаним перед живой аудиторией в 7000 человек. Судьями финала были израильский композитор и продюсер Рони Браун и певец Ижар Ашдот. Первое место заняла Нинет Тайеб с песней «Yam Shel Dma’ot» («Море слез»), получив 49,3 % голосов зрителей. Шири Маймон с песней «Дон Кихот» заняла второе место после получения 28,2 % голосов. Шай Габсо занял третье место с 22,5 % голосов зрителей после исполнения песни «Esh» («Огонь»). Всего в финале было подано более 1,4 миллиона голосов.
2 сезон (2004)
Второй сезон «Кохав Нолад» проходил с февраля по август 2004 года. Финал транслировался 15 августа 2004 года из музыкальной деревни Кока-Кола на побережье Ницаним, перед аудиторией в 7500 человек. Харель Мойал победил в конкурсе с 862 368 голосами, Харель Скаат занял второе место с 806 292 голосами, а Ади Коэн занял третье место с 254 926 голосами. Всего в финале было подано почти 2 миллиона голосов.
В полуфинале первое место занял Скаат, а Мойал получил второе место. Поэтому, учитывая результаты опросов, проведенных на определённых сайтах, которые показали, что Харел Скаат победит, многие были удивлены, когда он этого не сделал. Возник спор по поводу голосования в финале, начиная с утверждений, что производственная компания подделала результаты, и заканчивая утверждениями, что избиратели использовали программное обеспечение для отправки большего количества голосов за своего кандидата, чем было разрешено правилами программы (разрешалось отправлять по 250 голосов на аппарат). Персонал опроверг все эти обвинения, и в четверг, 19 августа, перед офисами Кешет прошла небольшая демонстрация из около 20 фанатов Скаата. Демонстранты потребовали, чтобы они расследовали претензии и пересчитали голоса. Компания Keshet Media Group сообщила, что дело расследовано, и никаких нарушений не обнаружено.
3 сезон (2005)
Третий сезон проходил с марта по август 2005 года. Финал состоялся 29 августа 2005 года в Тель-Авиве перед тысячами людей. Иегуда Саадо занял первое место с песней «Sadot Shel Irusim», получив 918 520 голосов, Майкл Киркилан занял второе место с «Yesh BeLibi Kinor», получив 370 631 голос, а Шир Битон занял третье место с «Smakhot Ktanot», получив 322 288 голосов. 1,6 миллиона зрителей настроились на просмотр победного момента.
4 сезон (2006)
Четвёртый сезон «Кохав Нолад» проходил с мая по сентябрь 2006 года. Его финал состоялся 7 сентября 2006 года в Тель-Авиве, перед аудиторией в 40 000 человек, и привлек более миллиона зрителей. Первое место занял Джако Айзенберг с 846 039 голосами, а второе место взяла Майя Ротман, получив 514 981 голосов.
5 сезон (2007)
Пятый сезон состоялся в 2007 году. Финал его состоялся на Голан Бич в восточной части озера Кинерет (в западной части находится город Тверия) 29 августа 2007 года. После первого полуфинала Звика Адар объявила, что Марина Максимилиан Блумин прошла дальше. Во втором полуфинале Боаз Мауда занял первое место в своей сетке. Чен Ахарони вступил в схватку с Шломи Бар’елем, откуда Шломи вышел победителем. Таким образом, Марина, Вооз и Шломи были последними тремя участниками. В этом сезоне впервые в «Кохав Нолад» появился арабский участник Мириам Тукан.
Боаз Мауда победил с 50 % голосов, Марина Максимилиан Блумин получила 27 %, а Шломи Барель — 23 % голосов. Барель подписал контракт с Hed Arzi Music, а Блумин — с Helicon Records. Кроме того, Чен Ахарони и Адир Охайон заключили сделки с NMC Music.
6 сезон (2008)
Победителем стал Израиль Бар-Он.
7 сезон (2009)
Интересным дополнением к новому сезону шоу стала транссексуальная певица и бывшая победительница конкурса песни Евровидение Дана Интернейшнл, которая присоединилась к шоу в качестве пятого судьи в группе судей, состоящей из композитора Цвики Пика, певицы Маргалит Цанани, режиссёра и хореографа Цеди Царфати и писателя и музыкального критика Галь Уховски. Как обычно, ведущим шоу был комик Звика Хадар.
Прослушивания к нему проходили в Израиле в Тель-Авиве, Беэр-Шеве и Хайфе. Прослушивания также проводились в Индии, кроме того, на этот раз судьи отправились искать певцов даже в Америке. Финал транслировался в прямом эфире из Эйлата. Хотя шоу в основном посвящено израильской и еврейской музыке, в этом году участникам было разрешено спеть несколько песен на арабском, английском, русском и испанском языках.
23 августа финалистами были объявлены Мей Файнголд, Влади Блайберг и Рони Далуми. Последний победил в конкурсе с 61 % голосов.8 сезон (2010)
Победителем вышла Диана Голби.
9 сезон (2011)
Прослушивания к нему начались в январе 2011 года, а сам телевизионный сезон вышел в свет в апреле 2011 года. Финалистом его стал Хагит Ясо.
10 сезон (2012)
Прослушивания к шоу начались в конце 2011 года, а телевизионный сезон вышел в мае 2012 года. Победителем стал Ор Тараган.

## Окончание шоу
20 мая 2013 года было объявлено, что судья Моше Перец покидает шоу, чтобы принять участие в первом сезоне «The X Factor Israel» на конкурирующем канале Reshet. Другие судьи 10-го сезона Мири Месика и Джиди Гов также подтвердили, что уходят и уже не вернутся в шоу «Кохав Нолад», после чего это шоу было позже официально заменено на «Kokhav HaBa».